# Ginestra degli Schiavoni
Ginestra degli Schiavoni é uma comuna italiana da região da Campania, província de Benevento, com cerca de 611 habitantes. Estende-se por uma área de 14 km², tendo uma densidade populacional de 44 hab/km². Faz fronteira com Casalbore (AV), Castelfranco in Miscano, Montecalvo Irpino (AV), Montefalcone di Val Fortore, San Giorgio La Molara.

## Demografia
| Variação demográfica do município entre 1861 e 2011                               |
|                                                                                   |
| Fonte: Istituto Nazionale di Statistica (ISTAT) - Elaboração gráfica da Wikipedia |